# Ilha Banks
A ilha Banks situa-se nos Territórios do Noroeste, Canadá, fazendo parte do Arquipélago Ártico Canadiano. Situa-se no mar de Beaufort e tem uma área de 70 028 km², o que a torna a 24.ª maior ilha do mundo e a quinta maior do Canadá. Tem uma extensão de aproximadamente 380 km de comprimento por 280 km de largura. O ponto mais alto chama-se Durham Heights e atinge 730 m de altitude. O Parque Nacional Aulavik protege aproximadamente 12 274 km² da parte norte da ilha.
Tinha 136 habitantes em 2010, sendo a única localidade Sachs Harbour, na costa sudoeste.